# 安みなみ
安 みなみ（やす みなみ、1993年3月30日 - ）は、日本のAV女優。エイトマン所属。

## 略歴・人物
京都府出身。
2021年8月、マドンナ専属女優としてAVデビュー。

## 作品

### アダルトDVD
- 一瞬も、一生も、美しいエーデルワイフ。 Madonna大型新人 安みなみ 28歳 AV DEBUT（8月25日、マドンナ）
- Madonna超期待の大型専属 第2弾!! 理性を失う程の、記憶を失う程の、情熱セックス。 逸材の中の逸材、覚醒。（9月28日、マドンナ）
- 人妻秘書、汗と接吻に満ちた社長室中出し性交 『逸材。』超・大型新人《秘書》シリーズに登場―。（10月26日、マドンナ）
- 《逸材》大型専属第4弾!!濃密中出し3本番―。 夫と子作りSEXをした後はいつも義父に中出しされ続けています…。（11月23日、マドンナ）
- 『逸材』超・大型専属×本格『凌辱』寝取られシリーズ!! 夫の上司に犯され続けて7日目、私は理性を失った…。（12月28日、マドンナ）

- NGR ―ナガサレ― 叔父に犯され初めての絶頂を知った嫁（1月25日、マドンナ）
- 抱かれたくない男に死にたくなるほどイカされて… 《逸材》大型専属×人気凌辱シリーズ3本番!!（2月22日、マドンナ）
- 隣家の地味奥さんに欲情した童貞の僕が立場逆転 汗だく逆種付けプレスで躾けられてしまった時の話です。 安みなみ（3月22日、マドンナ）[2]
- 妻には口が裂けても言えません、義母さんを孕ませてしまったなんて…。-1泊2日の温泉旅行で、我を忘れて中出ししまくった僕。- 安みなみ（4月26日、マドンナ）
- 四六時中、娘婿のデカチ○ポが欲しくて堪らない義母の誘い 安みなみ（5月24日、マドンナ）
- 汗ほとばしる人妻の圧倒的な腰振りで、僕は一度も腰を動かさずに中出ししてしまった。 安みなみ（6月28日、マドンナ）
- 寝取らせ串刺し輪姦 愛する妻を深奥まで犯し尽くして下さい―。安みなみ（7月26日、マドンナ）
- 原作：山雲 無題のドキュメント 鬱勃起120％!!人気NTR同人を忠実実写化!! 安みなみ（8月23日、マドンナ）
- 人生初の黒人解禁!! 黒人に溺れた人妻 安みなみ（9月27日、マドンナ）
- 息子の友達の制御不能な絶倫交尾でイカされ続けて… 安みなみ（10月25日、マドンナ）
- 出向先での暇潰し―。 脱いだら凄い工場勤務の地味人妻は、エリート社員に従順なマゾ奴隷。安みなみ（11月22日、マドンナ）

- 安みなみ 初総集編 The Complete Best 12時間（2月28日、マドンナ）※単体ベスト

### ネット配信
- 配信限定 マドンナ専属女優の『リアル』解禁。 MADOOOON!!!! 安みなみ ハメ撮り（2022年1月4日、マドンナ）

## 掲載

### 雑誌
- 月刊FANZA 2021年10月号（ジーオーティー） - インタビュー「HATSUMONO」
- 週刊プレイボーイ 2021年10月4日号 No.39&40（集英社） - 「わっしょいベストボイン 新人美巨乳AV女優10人!!」